# Tarup (Duitsland)
Tarup is een stadsdeel in de Duitse gemeente Flensburg, deelstaat Sleeswijk-Holstein.